# Vật lý nguyên tử
Vật lý nguyên tử  (tiếng Anh: atomic physics) là lĩnh vực vật lý học nghiên cứu các nguyên tử như một hệ cô lập của các electron và một hạt nhân nguyên tử. Nó chủ yếu quan tâm đến cấu hình electron xung quan nhân 
và các quá trình làm những cấu hình này thay đổi. Điều nay bao gồm các ion 
cũng như các nguyên tử trung hòa và, trừ khi có quy định khác, giả định rằng từ nguyên tử bao gồm các ion.
Thuật ngữ vật lý nguyên tử thường được gắn liền với năng lượng hạt nhân và vũ khí hạt nhân, 
bởi vì các từ atomic và nuclear là các từ đồng nghĩa trong tiếng Anh chuẩn. Tuy nhiên, các nhà vật lý phân biệt giữa vật lý nguyên tử - trong đó nghiên cứu các nguyên tử như là một hệ thống bao gồm một hạt nhân và electron - và vật lý hạt nhân, vốn chỉ nghiên cứu riêng hạt nhân nguyên tử.

## Lịch sử chi tiết
- Bransden, BH; Joachain, CJ (2002). Physics of Atoms and Molecules (ấn bản thứ 2). Prentice Hall. ISBN 0-582-35692-X.
- Foot, CJ (2004). Atomic Physics. Oxford University Press. ISBN 0-19-850696-1.
- Herzberg, Gerhard (1979) [1945]. Atomic Spectra and Atomic Structure. New York: Dover. ISBN 0-486-60115-3.
- Condon, E.U. and Shortley, G.H. (1935). The Theory of Atomic Spectra. Cambridge University Press. ISBN 0-521-09209-4.{{Chú thích sách}}:  Quản lý CS1: nhiều tên: danh sách tác giả (liên kết)
- Cowan, Robert D. (1981). The Theory of Atomic Structure and Spectra. University of California Press. ISBN 0-520-03821-5.
- Lindgren, I. and Morrison, J. (1986). Atomic Many-Body Theory . Springer-Verlag. ISBN 0-387-16649-1.{{Chú thích sách}}:  Quản lý CS1: nhiều tên: danh sách tác giả (liên kết)